# Martin Baďura
Martin Bad'ura (ur. 18 marca 1989) – czeski pływak, specjalizujący się w stylu grzbietowym i klasycznym.
Brązowy medalista mistrzostw Europy na krótkim basenie z Chartres (2012) w sztafecie 4 x 50 m stylem zmiennym.